# 36.ª División Acorazada (Israel)
La 36° División Acorazada también conocida como Ga'ash (en español "Rabia"), es la mayor unidad que está en servicio de las Fuerzas de Defensa de Israel, y está subordinado al Mando Regional del Norte.
La división fue creada en septiembre de 1954 y hasta 1958 fue dirigida por Abraham Yoffe Aluf. En su creación, esta unidad estuvo basada sin fuerzas orgánicas, sino que con tropas que se les asignaran en virtud de las misiones que se les asignaran. Fue dirigida entre los años 1958 a 1962 por Zvi Zamir, y desde 1962 a 1965 por Uzi Narkis. Entre 1965 a 1969 por Elad Peled.
Durante la Guerra de los Seis Días, la división mantuvo combates en el norte de Cisjordania, y le estaban subordinadas la Brigada Blindada Barak (entonces denominada  45° Brigada Blindada), la 37° Brigada y la 1° Brigada de Infantería. Más tarde, estuvo en la ocupación de la zona meridional de los Altos del Golán. Después de la guerra, la división estuvo dirigida por Shmuel Gonen desde 1969 a 1972, después por Rafael Eitan desde 1972 a 1974.
Durante la guerra de Yom Kipur, la división luchó en las batallas defensivas en el Golán septentrional, y luego entró profundamente en territorio sirio. Durante la Operación Litani, la invasión israelí al Líbano en 1978, la división luchó en el frente oriental. En la Guerra del Líbano de 1982, luchó en el frente central, avanzando a través de la ruta costera hacia las puertas de Beirut.
A partir de 2006, la división se ubica en los estratégicos Altos del Golán, y eb su organización incluyen la 7° Brigada Blindada y la 188° Brigada Blindada "Barak"/"Relámpago". A partir de julio de 2013, es dirigida por el General de Brigada Itzik Turjeman quien reemplazó el general de Brigada Tamir Haiman.

## Unidades

Estructura de la 36° División Acorazada

- 7° Brigada Blindada "Saar me-Golan"/"Tormenta del Golán"
- 188° Brigada Blindada "Barak"/"Relámpago"
- 1° Brigada Golani de Infantería
- Brigada Blindada "Merkavot ha-Esh"/"Carros de Fuego" (en reserva)
- 609° Brigada Alexandroni de Infantería (en reserva)
- Brigada "Golán" (Territorial)
- 282° Regimiento de Artillería "Golán"
  - 334° Batallón de Artillería "Ra’am"/"Trueno" (MLRS)
  - 405° Batallón de Artillería "Namer"/"Tigre" (M109A5)
  - 411° Batallón de Artillería "Keren"/"Cuerno" (M109A5)
  - Compañía de Ubicación de Objetivos
- Batallón de Comunicaciones